# Gojin Dol
Gojin Dol (izvirno srbsko Гојин Дол, bolgarsko Гоин дол) je naselje v Srbiji, ki upravno spada pod Občino Dimitrovgrad; slednja pa je del Pirotskega upravnega okraja.

## Demografija
V naselju živi 240 polnoletnih prebivalcev, pri čemer je njihova povprečna starost 49,2 let (45,4 pri moških in 53,3 pri ženskah). Naselje ima 101 gospodinjstev, pri čemer je povprečno število članov na gospodinjstvo 2,61.
Prebivalstvo je večinoma nehomogeno, a v času zadnjih treh popisov je opazno zmanjšanje števila prebivalcev.
|  |

| Demografija | Demografija     | Demografija     |
| Leto        | Št. prebivalcev | Št. prebivalcev |
| ----------- | --------------- | --------------- |
|             |                 |                 |
|             |                 |                 |
|             |                 |                 |
|             |                 |                 |
| 1948        | 518             |                 |
| 1953        | 493             |                 |
| 1961        | 348             |                 |
| 1971        | 330             |                 |
| 1981        | 343             |                 |
| 1991        | 333             | 327             |
| 2002        | 266             | 264             |
|             |                 |                 |

| Etnična sestava po popisu iz leta 2002 | Etnična sestava po popisu iz leta 2002 | Etnična sestava po popisu iz leta 2002 | Etnična sestava po popisu iz leta 2002 | Etnična sestava po popisu iz leta 2002 |
| -------------------------------------- | -------------------------------------- | -------------------------------------- | -------------------------------------- | -------------------------------------- |
| Bolgari                                | Bolgari                                |                                        | 97                                     | 36,74%                                 |
| Srbi                                   | Srbi                                   |                                        | 91                                     | 34,46%                                 |
| Romi                                   | Romi                                   |                                        | 2                                      | 0,75%                                  |
| Makedonci                              | Makedonci                              |                                        | 1                                      | 0,37%                                  |
| Neznano                                | Neznano                                |                                        | 0                                      | 0,0%                                   |